# Pantisarthrus rudepunctatus
Pantisarthrus rudepunctatus är en stekelart som beskrevs av Gabriel Strobl 1904. Pantisarthrus rudepunctatus ingår i släktet Pantisarthrus och familjen brokparasitsteklar. Arten är reproducerande i Sverige. Inga underarter finns listade i Catalogue of Life.